# Илмин Двор
Илмин Двор (хрв. Ilmin Dvor) је насељено место у општини Чађавица, Вировитичко-подравска жупанија, Хрватска.

## Историја
До територијалне реорганизације у Хрватској био је у саставу старе општине Подравска Слатина.

## Становништво
У попису становништва из 2011. године, Илмин Двор је имао 53 становника.
| Број становника према пописима | Број становника према пописима | Број становника према пописима | Број становника према пописима | Број становника према пописима | Број становника према пописима | Број становника према пописима | Број становника према пописима | Број становника према пописима | Број становника према пописима | Број становника према пописима | Број становника према пописима | Број становника према пописима | Број становника према пописима | Број становника према пописима | Број становника према пописима |
| ------------------------------ | ------------------------------ | ------------------------------ | ------------------------------ | ------------------------------ | ------------------------------ | ------------------------------ | ------------------------------ | ------------------------------ | ------------------------------ | ------------------------------ | ------------------------------ | ------------------------------ | ------------------------------ | ------------------------------ | ------------------------------ |
| 1857                           | 1869                           | 1880                           | 1890                           | 1900                           | 1910                           | 1921                           | 1931                           | 1948                           | 1953                           | 1961                           | 1971                           | 1981                           | 1991                           | 2001                           | 2011                           |
| 0                              | 0                              | 44                             | 36                             | 66                             | 199                            | 173                            | 243                            | 450                            | 481                            | 419                            | 223                            | 160                            | 144                            | 96                             | 53                             |

Напомена: Исказује се као део насеља од 1910, а као насеље од 1948.

### Попис1991.
У попису становништва из 1991. године, Илмин Двор је имао 144 становника, следећег националног састава:
| Попис 1991.‍  | Попис 1991.‍  | Попис 1991.‍ | Попис 1991.‍ | Попис 1991.‍ |
| ------------ | ------------ | ----------- | ----------- | ----------- |
|              |              |             |             |             |
| Срби         | Срби         |             | 69          | 47,91%      |
| Хрвати       | Хрвати       |             | 50          | 34,72%      |
| Југословени  | Југословени  |             | 17          | 11,80%      |
| остали       | остали       |             | 1           | 0,69%       |
| неопредељени | неопредељени |             | 1           | 0,69%       |
| непознато    | непознато    |             | 6           | 4,16%       |
| укупно: 144  |              |             |             |             |

### Попис1910.
| Илма Двор                                                                                                 | Илма Двор |
| --- | --- |
| језик | вера |
| укупно: 199 Мађарски 160 (80,40%) Хрватски 29 (14,57%) Немачки 7 (3,51%) Српски 2 (1,00%) Чешки 1 (0,50%) | <div style="border:solid transparent;position:absolute;width:100px;line-height:0;<div style="border:solid transparent;position:absolute;width:100px;line-height:0; укупно: 199 Римокатолици 178 (89,44%) Калвинисти 19 (9,54%) Православци 2 (1,00%) - (-%) |